# Wang Ren

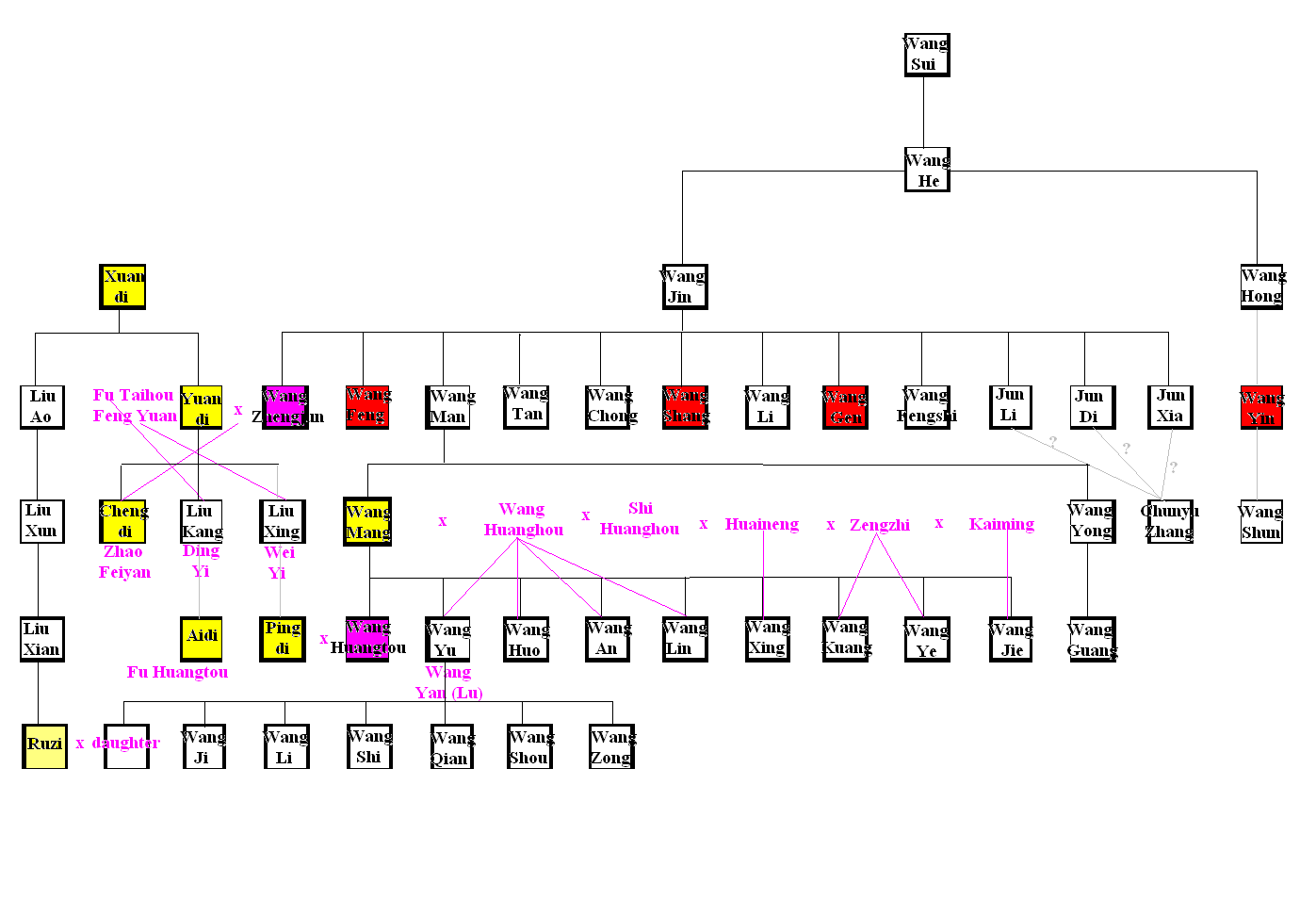
Stamboom van de familie Wang

Wang Ren (†3? na Chr.) was een neef van de Chinese keizer Wang Mang en een zoon van Wang Tan, een jongere halfbroer van keizerin-weduwe Wang Zhengjun. Hij behoorde zo, net als zijn drie (half)broers Wang Hong, Wang Quji en Wang Xiang tot de familie die aan het einde van de Westelijke Han-dynastie en onder de Xin-dynastie de feitelijke politieke macht bezat.
Wang Ren erfde in 16 v.Chr. na de dood van zijn vader diens titel 'markies van Ping’a' (Ping'a hou, 平阿侯). Na een zonsverduistering in 2 v.Chr. kreeg hij, net als Wang Mang opdracht vanuit hun leengoederen terug te keren naar de hoofdstad Chang'an. Toen keizer Ai in 1 v.Chr. overleed, herstelde keizerin-weduwe Wang Zhengjun de machtspositie van de Wang-clan door Wang Mang onmiddellijk te benoemen tot Da Sima (大司馬, opperbevelhebber).
Wang Ren had (net als zijn oom Wang Li) als naaste verwant makkelijk toegang tot de keizerin-weduwe. Wang Mang dwong Wang Ren daarom terug te keren naar zijn leengoed Ping'a. Volgens juan 99 van de Hanshu gebeurde dat omdat Wang Mang zich zeer ongemakkelijk voelde door de strikte eerlijkheid van Wang Ren. In feite wilde Wang Mang de keizerin-weduwe zoveel mogelijk isoleren van onafhankelijke adviseurs, net zoals hij eerder had gedaan door haar halfbroer Wang Li en zijn eigen neef Wang Hong uit de hoofdstad te verbannen. Na ook nog in verband te zijn gebracht met het conflict dat de oudste zoon van Wang Mang, Wang Yu (†3 na Chr.) had met zijn vader, pleegde Wang Ren waarschijnlijk in het jaar 3 zelfmoord.